# Cupón descuento y compra colectiva
Cupón descuento y compra colectiva son los términos utilizados para definir los dos modelos de negocio surgidos de forma en línea gracias al aumento notable del comercio electrónico. Existen al día de hoy muchas páginas Web que ofrecen cupones en línea con descuento, que permiten al usuario poder ahorrar en sus compras en la red.

## Historia
Desde los años 90 el comercio electrónico ha incrementado su popularidad convirtiéndose en una herramienta indispensable para muchos compradores. Según E-Commerce Europe, España cuenta con 33 millones de usuarios (71% de la población) y unos 15 millones realizan compras de forma en línea, casi el doble que en 2007.
Este aumento crucial del volumen del comercio electrónico ha derivado en nuevas formas de incentivar al usuario para que adquieran sus productos de forma en línea. Aparte de facilitar la compra y reducir los tiempos de entrega, se han creado dos modalidades de empresas que proveen a los consumidores con descuentos para sus productos. Estamos hablando de las compañías que ofertan códigos descuentos y las que se dedican a la compra colectiva.

## Compra colectiva
La compra colectiva es una forma de conseguir un precio reducido de un producto o servicio debido al volumen de ventas que se producen sobre dicho producto o servicio. Para ser más claros, todos hemos oído hablar de los descuentos que se realizan por ir en grupo o por comprar grandes cantidades de un producto. En este caso, estas empresas se encargan de reunir compradores aislados hasta obtener el número suficiente para que el vendedor acepte realizar el descuento estipulado. El comprador individual solo tiene que preocuparse de realizar su pedido y esperar a que haya un mínimo de personas interesadas para que dicho descuento se haga efectivo. Dichas ofertas se encuentran disponibles durante un periodo determinado de tiempo y una vez adquiridas tienen un margen de meses para consumir el vale obtenido.
Un claro ejemplo de empresa que ofrece descuentos colectivos es la compañía estadounidense Groupon. La idea de negocio de esta empresa es la de ofertar importantes descuentos sobre los productos o servicios proporcionados por diversas empresas locales. Su misión es la de facilitar a las compañías que se encuentran afectadas por una situación de crisis o decrecimiento en sus ventas un mayor número de clientes, y a su vez que estos últimos consigan el servicio o producto deseado a precios muy reducidos.

## Códigos descuentos

### España
Los cupones descuento han formado parte de nuestras vidas mucho antes de que existiera Internet, pero ahora, debido al aumento del comercio electrónico han llegado también a la red.
Un gran volumen de las compras se realizan usando códigos descuentos a través de empresas como la también estadounidense RetailMeNot. Este tipo de empresas establecen acuerdos con cientos de tiendas, tanto grandes como pequeñas, y consiguen descuentos que luego son publicados en su página web. Al igual que en la compra colectiva los descuentos también están disponibles por un tiempo determinado, no obstante este periodo suele ser mayor. En este caso no se requiere un mínimo de compradores para poder obtener el descuento.
En España existen muchos tipos de tiendas en línea donde los usuario puede encontrar códigos de descuentos tanto de grandes marcas conocidas como de pequeñas tiendas en línea. 
Los usuarios a diferencia de otras páginas no necesitan registrarse y realizan el pago directamente a la tienda. Permiten al consumidor obtener descuentos en gran variedad de tiendas, muchas de ellas grandes y conocidas marcas. Dichas páginas se encargan de facilitar el cupón al usuario y de redirigirlo a la tienda en línea o a la oferta específica. Para el usuario de este tipo de páginas es sencillo y rápido y para la marca es una forma de incrementar los clientes y las ventas, lo que conlleva un aumento de sus beneficios. Las tiendas colaboradoras se ven beneficiadas por la afluencia a este tipo de páginas del comprador en línea experto que una vez en ellas busca en por la categoría del producto o servicio que desea comprar y puede ver rápidamente los descuentos disponibles de muchas tiendas que venden lo que busca.

### Latinoamérica
En Latinoamérica, el mercado de los cupones de descuento está en pleno auge desde hace unos años. México es el segundo mercado con más crecimiento de todo Latinoamérica, después de Brasil, con 1.2$ billones de ventas al año. En total, 51% de las compras son efectuadas por hombres y el 49% por mujeres, aunque el uso de cupones se da entre la población joven, de entre 18 y 35 años. Estos buscan, sobre todo, una rebaja en productos de electrónica, moda y viajes. Por último, México es el país con la mayor y más rápida penetración del mercado de e-commerce de todo el mundo y se espera que con el incremento de la conexión a internet, se llegue a triplicar las ventas en 2016. En México hay una amplia variedad de tiendas en línea donde los usuarios pueden hallar códigos de descuento tanto de reconocidas marcas como de pequeños comercios en línea.
Por otro lado, Colombia es el cuarto país de Latinoamérica con más ventas por internet. En 2013, las ventas subieron un 41,9% respecto al año pasado. Al igual que en México, los jóvenes son los principales usuarios de los cupones de descuento y los utilizan principalmente para viajes, moda y belleza.  Se puede observar un aumento del tiempo dedicado a conectarse a internet en los últimos 4 años, ya que el 54% de los colombianos se conectan a la red los 7 días de la semana, mientras que un 20% se conecta solamente entre 3 y 6 días; y están de media unas 2,6 horas conectados al día.
Chile es también uno de los mercados con más potencial de América Latina, gracias a su estabilidad política y económica.Las ventas en internet se han triplicado en 6 años, pasando de 452$ millones en 2007 a 1.172$ millones en 2013. Según el último estudio de la Secretaría de Comunicaciones de Chile, un 42% de los chilenos tiene acceso a internet en su casa, y en 2013 hubo un aumento del 49% del número de hogares con banda ancha. Además el 83% de los usuarios de internet en Chile declaran que al menos ya han hecho una compra en la red. Al contrario que los dos otros países mencionados anteriormente, Chile tiene un mercado de cupones más diversificado. La población adulta de entre 28 y 40 años es la compra más productos de electrónica, mientras que los jóvenes de entre 18 y 28 suelen utilizar más los cupones de moda y belleza.

## Cupón descuento vs. Compra colectiva
Las diferencias más significativas son las siguientes:
- La principal diferencia es que las webs de Compra colectiva o groupones son un intermediario que revende y cobra por adelantado los productos de un tercero. El usuario paga en estas web, imprime un cupón o factura de su compra y lo canjea en la tienda tercera.[5] Las páginas de códigos descuento o códigos promocionales tan solo tienen una función publicitaria o informativa sobre las promociones de las tiendas, cobrando en algunas ocasiones una comisión pactada con la tienda por enviarles compradores.

- En las compras colectivas se necesita un número mínimo de compradores.

- Los cupones descuento también incluyen promociones de grandes marcas.

- En los códigos descuentos el usuario realiza la compra directamente en la tienda en línea y no es requerido que se registre en la página.

- Los códigos descuento se canjean de forma inmediata al realizar la compra.

- Las compañías que ofertan cupones no solo proporcionan descuentos sino envíos gratis o productos de regalo.

- Las empresas que proveen de cupones también muestran ofertas de las tiendas con las que trabajan facilitando la búsqueda al usuario.